# 성내동 (서울)
성내동(城內洞)은 대한민국 서울특별시 강동구에 위치한 법정동이다.

## 개요
성내동이라는 이름은 이 지역이 ‘풍납토성의 안쪽’에 자리잡은 데서 유래하며, 통틀어 성안말이라고도 했다. 1914년 성안말, 곰말, 안말, 벌말 등 자연마을들을 광주군 구천면 성내리로 병합하였다. 1963년 1월 1일 서울특별시의 행정구역 확장에 따라 서울특별시 성동구에 편입되면서 성내동으로 바뀌었고, 1975년 10월 1일 강남구 관할이 되었고, 1979년 10월 1일 강동구 관할이 되었다.
강동구청, 강동경찰서, 강동소방서, 강동보건소 등 공공기관이 밀집한 강동구의 행정 중심지로서 토지구획정리사업으로 도로 등이 잘 정돈되었으며, 교통개선사업(TIP)의 일환인 주거지 주차허가제를 민간위탁으로 운영하고 있고, 대형 아파트 단지가 있고 모조장신구 특화구역이 있어 주거 및 상업지역이 복합되어 발전하고 있다.

## 행정 구역
| 법정동 | 행정동    |
| ------ | --------- |
| 성내동 | 성내제1동 |
| 성내동 | 성내제2동 |
| 성내동 | 성내제3동 |

## 주요 시설
- 올림픽공원
- 강동구청 / 의회
- 강동경찰서
- 강동소방서
- 강동보건소
- 강동세무서
- 호원아트홀
- 강동어린이회관
- 성내도서관

## 교통
- 서울 지하철 5,8호선 천호역
- 서울 지하철 5호선 강동역
- 서울 지하철 5호선 둔촌동역
- 서울 지하철 8호선 강동구청역
- 근접도로 : 강동대로
- 근접도로 : 양재대로

## 교육
- 성내중학교
- 서울성내초등학교
- 서울성일초등학교
- 국제영어대학원대학교

## 같이 보기
- 대한민국의 행정 구역